# Ревячино
Ревячино (біл. вёска Ревячіна) —  село в складі Логойського району Мінської області, Білорусь. Село підпорядковане Гайнинській сільській раді і розташоване в північній частині області.